# أحمد بن عجيبة
أحمد بن عجيبة (1162 - 1224 هـ / 1748 - 1809 م)، أحد علماء أهل السنة والجماعة ومن أعلام التصوف السني في القرن الثاني عشر الهجري في المغرب. 

## اسمه ونشأته
هو أبو العباس أحمد بن محمد بن المهدي بن الحسين بن محمد بن عجيبة الإدريسي الحسني الشريف، وُلد في مدشرا عجيبش في مدينة تطوان المغربية سنة 1161 هـ الموافق 1758م. واشتغل بتعلم القرآن الكريم والطاعات من صلاة وذكر منذ طفولته المبكرة.

## طلبه للعلم
حفظ القرطبية في الفقه وهو يرعى الغنم من غير أن يعرف اسمها، كذلك الأجرومية في اللغة، ومتن ابن عاشر. أتم حفظ القرآن الكريم على جده المهدي والشيخ أحمد الطالب  وشرع في طلب العلم وعمره تسع سنوات فأخذ العلم من مشايخ عدة منهم: الشيخ عبد الرحمن الكتامي، والشيخ العربي الزوادي والفقيه محمد أشم والشيخ محمد السوسي السملالي، وفي سنة 1181 هـ قَدِم مدينة تطوان بالمغرب حيث واصل طلب العلم حيث لازم الشيخ أحمد الرشا والشيخ عبد الكريم بن قريش وغيرهما، ودرس في فاس على الشيخ التاودي بن سودة والشيخ محمد بنيس.

## سيرته
اشتغل بالتدريس في مدينة تطوان لمدة خمس عشرة سنة. وفي سنة 1208 هـ كان راجعاً من فاس فأحب المرور على أحمد الدرقاوي في بادية بني زروال فالتقى بالشيخ محمد البوزيدي تلميذ الشيخ الدرقاوي فقال له: جعلك الله كالجنيد يتبعك أربع عشرة مرقعة. ثم ذهب به إلى الشيخ الدرقاوي، وفرحا بقدومه كثيراً ورحبا به، وأقام عندهما ثلاثة أيام ثم رجع إلى تطوان لمدة قصيرة ليرجع بعدها للشيخ محمد البوزيدي المذكور ويأخذ عنه ويسلك على يديه.
ثم لبس المرقعة الصوفية ووضع السبحة في رقبته على عادة صوفية الطريقة الدرقاوية، ثم أذن له شيخه بالخروج للسياحة والدعوة لله تعالى فاجتهد في ذلك حتى أنفق كل ماله وكان ميسوراً حتى أنه باع كتبه ومراجعه العلمية. كذلك وقد بنى زوايا صوفية في منطقة جبالة في المغرب.

## مؤلفاته
لابن عجيبة كتب كثيرة تزيد عن الأربعين مؤلفاً، منها:
- إيقاظ الهمم في شرح الحكم، وهو شرح على الحكم العطائية.
- الفتوحات الإلهية، وهو شرح على المباحث الأصلية.
- البحر المديد في تفسير القرآن المجيد، وهو تفسير للقرآن الكريم.
- الدرر الناثرة في توجيه القراءات المتواترة، طبع بتحقيق من عبد السلام العمراني الخالدي - بيروت: دار الكتب العلمية، 1434 هـ.[6]

## وفاته
توفي ابن عجيبة في 7 شوال 1224 هـ الموافق 1808م بالطاعون في بيت شيخه محمد البوزيدي بقرية «غمارة» شرق مدينة تطوان وبه دفن ثم نقل إلى «الزميج» حيث أعيد دفنه هناك.